# 石上三登志

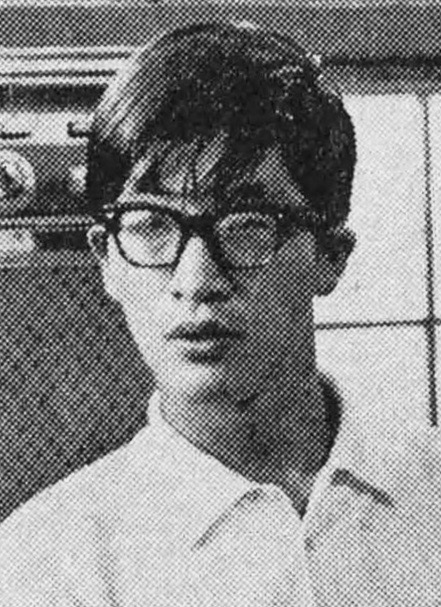
石上三登志（1966年）

石上 三登志（いしがみ みつとし、本名：今村昭、1939年1月3日 - 2012年11月6日）は、日本のCMディレクター。映画評論家。

## 人物
電通でCM制作に携わる傍ら、1960年代から映画・SFなどの評論活動をおこなってきた。大林宣彦監督の映画を中心に、俳優としての活動もある。
ペンネームの由来は、石の上にも三年。美術監督の今村力は、従兄弟。

## 来歴
東京都世田谷区池尻出身。福島県立磐城高等学校、明治大学文学部文学科（英米文学専攻）卒業。早稲田大学で結成されたワセダミステリクラブ（仁賀克雄、間羊太郎、山口剛、西田恒久ら）に、特別に参加。また、ワセダミステリクラブで知り合った曽根忠穂や宮田雪らと同人誌『OFF』の活動をした。
大学を卒業するにあたって、石上が漫画や映画に詳しいことから親に紹介された遠い親戚である東映動画の製作部長だった藪下泰司に就職の相談をし、東映動画への就職は断られが、藪下の昔の仲間がやっていたテレビCMプロダクション京映へアルバイトを経て1961年に入社。第一企画を経て、1964年に先輩の誘いで電通へ移籍した。
電通ではラジオ・テレビ企画制作局に配属され。レナウンのイエイエなどのテレビCM制作に携わる傍ら、1966年から『映画評論』誌の読者投稿欄「読者論壇」に投稿を始める。このときに本名が嫌いだったこともあり、石上三登志のペンネームを初めて使う。採用が続くうちに編集長の佐藤重臣から原稿依頼を受け、投稿開始8ヶ月目の1966年10月号でライターとしてプロデビューした。
1973年8月下旬号から1979年1月下旬号まで、TVムービーの映画評を断続的に『キネマ旬報』に掲載。この連載は後述の『私の映画史―石上三登志映画論集成』に収録されている。
1970年代後半のSF映画ブームの頃には、「SF映画評論家」「スター・ウォーズ評論家」の異名をとる。
1977年に創刊された『映画宝庫』の責任編集を筈見有弘、増淵健らとともに担当。
同じく1977年には東宝の田中文雄からの依頼で『惑星大戦争』の企画に協力。1978年には電通の仕事として東映のSF映画『宇宙からのメッセージ』の広告を担当した。『キネマ旬報』に東宝のプロデューサー田中友幸論を執筆したことから、田中友幸との関係ができ、1978年に設置されたゴジラ復活会議に参加。1984年に復活した『ゴジラ』に携わることになった。
1984年ごろから、業界人の俳句会「銀句会」に参加、メンバーには伊藤アキラ、加茂和正、犬山達四郎、稲見一良、喜多村寿信、脇田直枝、奥野貴司、亀淵昭信、河北秀也、日暮真三、山本豊津、兼子信夫、太田和彦らがいた。
毎日映画コンクールや藤本賞の審査員を歴任した他、1997年開始の手塚治虫文化賞の審査員を第6回（2002年）まで務めた。
1999年に電通を定年退職。電通で最後に手掛けた仕事である川崎市に建設予定のテーマパーク手塚治虫ワールドの断念が2002年に発表される。
その後も日本映画衛星放送（日本映画専門チャンネル・時代劇専門チャンネル）、ジェイ・スポーツ（J SPORTS）の番組審議会委員を務めていた。
2012年11月6日、骨髄がんのために死去。73歳没。

## 映画

### 出演
- HOUSE ハウス （1977年、大林宣彦）
- 瞳の中の訪問者（ブラック・ジャック (実写版)） （1977年、大林宣彦）　兼アドバイザー[1]
- 俗物図鑑 （1982年、内藤誠）
- 星くず兄弟の伝説（1985年、手塚眞）
- 野ゆき山ゆき海べゆき （1986年、大林宣彦）　　声演
- 白痴 （1999年、手塚眞）
- 淀川長治物語・神戸篇 サイナラ （2000年、大林宣彦）
- 理由 （2004年、大林宣彦）

### 脚本
- けんかえれじい （1966年、鈴木清順）　　脚色協力・ノンクレジット[1]。
- 殺しの烙印 （1967年、鈴木清順）　　脚色協力・ノンクレジット[1]。
- 竹取物語 （1987年、市川崑）　　脚本共作
- 漂流教室 （1987年、大林宣彦）　　潤色

### その他
- 多様な国土 （1985年、監督：大林宣彦、音楽：冨田勲、つくば万博日本政府館の70ミリ映像）　　製作・構成[1]。
- しらぬい （1992年、製作会社：電通ブロックス、五藤光学研究所、脚本＋演出：日笠宣子、ドーム70mm映像（アストロビジョン）、30分、映文連登録番号：15035）　　製作[1]。

## 著書
| 年      | 題                                                | 出版社           | 備考 |
| ------- | ------------------------------------------------- | ---------------- | --- |
| 1975    | キング・コングは死んだ―私説アメリカ論             | フィルムアート社 | |
| 1975    | 男たちのための寓話―私説ヒーロー論                 | すばる書房盛光社 | |
| 1977.6  | 吸血鬼だらけの宇宙船―怪奇・SF映画論               | 奇想天外社       | |
| 1977.12 | 手塚治虫の奇妙な世界                              | 奇想天外社       | のち『手塚治虫の時代』（大陸書房）。のち『手塚治虫の奇妙な世界』（学陽文庫）、のち『定本 手塚治虫の世界』として東京創元社(Key Library) |
| 1980.3  | 地球のための紳士録                                | 奇想天外社       | |
| 1986.6  | SF映画の冒険                                      | 新潮文庫         | |
| 1991.7  | マイ・ビデオ・パラダイス―「東品川アメリカ座」便り | キネマ旬報社     | |
| 1992.3  | アイ・ラブ・コマーシャル 体験的CM紳士録           | 朝日ソノラマ     | |
| 2007    | 名探偵たちのユートピア :黄金期・探偵小説の役割    | 東京創元社       | |
| 2012.1  | 私の映画史―石上三登志映画論集成                   | 論創社           | 町田暁雄編 |
| 2018.1  | 石上三登志スクラップブック:日本映画ミステリ劇場   | 原書房           | 原正弘編 |

- 『ヨミスギ氏の奇怪な冒険 : フィクションエッセイ0012』原正弘 企画・編集 (盛林堂ミステリアス文庫)書肆盛林堂, 2016.4
- 『石上三登志スクラップブック 日本映画ミステリ劇場』原正弘 編. 原書房, 2018.1

### 共著
- 『ギャグ&(マタ)ギャグ―
映画・漫画・CM・小説…あちこちから集めまくった』今村昭共著、講談社、1985
- 『クラシック名画50選』森卓也共監修・執筆, 原沢美友希 編. PD Classic, [200-]

### 訳書
- ブラム・ストーカー原作『吸血鬼ドラキュラ』柳柊二絵 (少年少女世界恐怖小説）朝日ソノラマ, 1972
- ハモンド・イネス『南氷洋SOS』生頼範義絵 (少年少女世界冒険小説）朝日ソノラマ, 1973
- W.リンク, R.レビンソン『ホリスター将軍のコレクション』（刑事コロンボ）サラ・ブックス 二見書房, 1974
- W.リンク, R.レビンソン『構想の死角』（刑事コロンボ） サラ・ブックス 二見書房, 1974
- W.リンク, R.レビンソン『殺人処方箋』（刑事コロンボ） サラ・ブックス 二見書房, 1974
- W.リンク, R.レビンソン『別れのワイン』（刑事コロンボ） サラ・ブックス 二見書房, 1974
- トーマス・G.スミス『ジョージ・ルーカスのSFX工房 Industrial light & magic』監訳 朝日新聞社, 1987.12
- ロジャー・コーマン/ジム・ジェローム『私はいかにハリウッドで100本の映画をつくり、しかも10セントも損をしなかったか ロジャー・コーマン自伝』

菅野彰子共訳、早川書房, 1992.1／ハヤカワ文庫NF（電子書籍も刊）、2025.1
- 『キング・コング』創元推理文庫、2005.10

エドガー・ウォーレス,メリアン・C.クーパー [映画原案] / デロス・W.ラヴレース [ノベライズ]
『刑事コロンボ』は「翻訳」表記だが、脚本をもとにした日本独自のノベライゼーションである。詳細は「刑事コロンボ」を参照。

## CM
| 広告主                                               | 商品名 タイトル                                              | 制作年 | ACC CM FESTIVAL | ACC CM FESTIVAL            | 備考 | 出典   |
| 広告主                                               | 商品名 タイトル                                              | 制作年 | 回              | 賞                         | 備考 | 出典   |
| ---------------------------------------------------- | ------------------------------------------------------------ | ------ | --------------- | -------------------------- | --- | ------ |
| 森永乳業                                             | 森永マミー 夢シリーズ2 ライオンの巻                          | 1966   | 6               | 秀作賞                     | |        |
| レナウン                                             | イエイエ                                                     | 1967   | 7               | グランプリ シンギングCM賞  | 第1回CM殿堂入り                                                                                               |        |
| レナウン                                             | シリーズ肌着 青島編その2                                     | 1967   | 7               | 秀作賞                     | 出演：青島幸男・市川八百恵                                                                                    |        |
| レナウン                                             | ウルトラ150 小さな出来事                                     | 1968   | 8               | 銅賞                       | 出演：内海賢二                                                                                                |        |
| レナウン                                             | イエイエ 蝶とギャングとイエイエ                              | 1968   | 8               | 銅賞                       | |        |
| レナウン                                             | ウルトラソックス 脱ぎたくない!                               | 1968   | 8               | 企画賞                     | |        |
| レナウン                                             | ピッコロ とめてくれるな、おっかさん                          | 1969   | 9               | 銀賞                       | 出演：大井一成 語り：内海賢二                                                                                 |        |
| レナウン                                             | シリーズ肌着 コント55号                                      | 1969   | 9               | 秀作賞                     | 出演：コント55号                                                                                              |        |
| ゼブラ                                               | ヤンミニ 指幅10センチ                                        | 1969   | 9               | 銀賞                       | |        |
| ゼブラ                                               | ゼブラクリスタル 見える見える・替え芯                        | 1969   | 9               | 秀作賞                     | 出演：佐々木信也                                                                                              |        |
| レナウン                                             | シリーズ肌着 藤村俊二とプラカード                            | 1970   | 10              | テレビフィルムCM部門秀作賞 | 出演：藤村俊二                                                                                                |        |
| 旭化成                                               | カシミロン マザーリブ                                        | 1971   | 11              | テレビフィルムCM部門秀作賞 | 出演：小桜京子 語り：若山玄蔵                                                                                 |        |
| キッコーマン                                         | めんみ 夏                                                    | 1972   | 12              | テレビフィルムCM部門秀作賞 | |        |
| 松下電器                                             | 乾電池ハイトップ 人造人間                                    | 1974   | 14              | テレビフィルムCM部門ACC賞  | 第2回CM殿堂入り 出演：トビー門口                                                                              |        |
| メルシャン                                           | メルシャンワイン ミニサイズ                                  | 1975   | 15              | テレビフィルムCM部門秀作賞 | 出演：松坂慶子・水森亜土                                                                                      |        |
| ニッカ                                               | ヒゲのLビン ハードな二人 タキシード/ エマニュエル/タマちゃん | 1976   | 16              | テレビフィルムCM部門秀作賞 | 出演：室田日出男・川谷拓三                                                                                    |        |
| 東芝商事                                             | 東芝敷毛布やすらぎアンダー 帰らなくちゃ                      | 1977   | 17              | テレビフィルムCM部門秀作賞 | 出演：長門裕之・南田洋子                                                                                      |        |
| AGF                                                  | マキシム ギャンブル/ガンプレイ/ フィッシング                 | 1978   | 18              | テレビフィルムCM部門秀作賞 | 出演：カーク・ダグラス                                                                                        |        |
| 資生堂                                               | 資生堂口紅 色                                                | 1979   | 19              | テレビフィルムCM部門秀作賞 | ディレクター：実相寺昭雄 出演：薬師丸ひろ子 1979年カンヌライオンズ 国際クリエイティビティ・フェスティバル金賞 |        |
| 資生堂                                               | ベネフィークグレイシィ 温子のアイメーク                      | 1980   | -               | -                          | 出演：浅野温子 1980年カンヌライオンズ 国際クリエイティビティ・フェスティバル銅賞                              | [ 22 ] |
| 資生堂                                               | ナツコビューティパクト マサイ                                | 1980   | 20              | フィルムCM部門秀作賞       | 出演：田中千春                                                                                                |        |
| AGF                                                  | マキシム ジョン・バリー レイクタホ                           | 1982   | 22              | 秀作賞                     | 出演：ジョン・バリー                                                                                          |        |
| 特に出典の書かれていないCMは放送ライブラリーによる。 |                                                              |        |                 |                            | |        |